# Роберто Скароне
Роберто Скароне (ісп. Roberto Scarone, 16 липня 1917, Монтевідео — 25 квітня 1994, Монтевідео) — уругвайський футболіст, що грав на позиції захисника. По завершенні ігрової кар'єри — тренер, зокрема відомий роботою з «Пеньяролем» на межі 1950-х і 1960-х.

## Ігрова кар'єра
Починав грати у футбол у 1930-х за «Пеньяроль». 
Згодом у 1939–1943 роках грав в Аргентині за команду «Хімнасія і Есгріма», після чого провів чотири роки у Мексиці, виступаючи за «Америку» та «Атланте». 
Завершував ігрову кар'єру 1948 року в аргентинській «Хімнасія і Есгріма», за яку вже виступав раніше.

## Кар'єра тренера
Завершивши виступи на футбольному полі, залишився у структурі аргентинського «Хімнасія і Есгріма», де протягом 1948–1951 років був головним тренером.
Протягом 1950-х також працював з колумбійським «Депортіво Калі», чилійським «Аудакс Італьяно», а також перуанськими «Сентро Ікеньйо» та «Альянса Ліма».
1959 року повернувся на батьківщину ставши головним тренером рідного «Пеньяроля». Пропрацював з його командою чотири роки, протягом яких тричі ставав чемпіоном Уругваю, двічі — володарем Кубка Лібертадорес та одного разу — володарем  Міжконтинентального кубка.
Протягом більшої частини працював з мексиканськими «Монтерреєм» та «Америкою», а також уругвайським «Насьйоналем», на чолі якого 1966 року учетверте у своїй кар'єрі став чемпіоном Уругваю.
Протягом 1969–1974 років знову працював у Перу, цього разу на чолі «Універсітаріо де Депортес», який під його керівництвом двічі, у 1969 і 1971 роках, вигравав перуанську першість. У 1972–1973 роках поєднував роботу на клубному рівні з тренуванням національної збірної Перу.
У другій половині 1970-х тренував парагвайську «Олімпію» (Асунсьйон), аргентинський «Сан-Лоренсо», чилійський «Ньюбленсе» та перуанський «Універсітаріо де Депортес». Останню команду також очолював у 1983 році.
Помер 25 квітня 1994 року на 77-му році життя в Монтевідео.

## Титули і досягнення

### Як тренера
- Чемпіон Перу (3):

«Сентро Ікеньйо»: 1957
«Універсітаріо де Депортес»: 1969, 1971
- Чемпіон Уругваю (4):

«Пеньяроль»: 1959, 1960, 1961
«Насьйональ»: 1966
- Чемпіон Мексики (1):

«Америка»: 1965-1966
- Володар Кубка Лібертадорес (2):

«Пеньяроль»: 1960, 1961
- Володар Міжконтинентального кубка (1):

«Пеньяроль»: 1961